# Monte Accellica
Il monte Accèllica è una montagna appartenente al gruppo dei Picentini dell'Appennino Campano, che raggiunge i 1 660 m s.l.m con la cima più alta, l'Accelica Nord.

## Descrizione
Amministrativamente, la montagna è posta tra la provincia di Salerno e quella di Avellino, nei comuni di Acerno, Giffoni Valle Piana e Montella, con la vetta che giace sulla linea di confine tra questi ultimi (e che proprio secoli fa aveva determinato il confine tra Principato Ulteriore e Citeriore).
Si trova tra il monte Terminio (1806 m) a Nord, il pizzo San Michele (1567 m) a Ovest e il monte Cervialto (1809 m) a Est. La vetta più alta è l'Accellica Nord (1660 m), che è divisa dall'Accellica Sud (1606 m) dal Varco Del Paradiso e dal Ninno (1538 m), dove il CAI (Club Alpino Italiano) di Salerno aveva installato una via ferrata per superare le alte rocce e i profondi precipizi e connettere le due cime dell'Accellica. A causa di morti accidentali, la ferrata è stata rimossa dal CAI nel 2018.
Dalle sue falde hanno origini diversi fiumi a carattere regionale: sul lato irpino il Calore, maggior affluente del Volturno, e il Sabato, immissario del primo, entrambi dal varco Colle Finestra; sul lato salernitano il Picentino ed il Tusciano. Viene chiamato Célëca o Acélëca nei dialetti locali.
Si trova nel territorio delle comunità montane Terminio Cervialto e Monti Picentini, aventi sede rispettivamente a Montella e Giffoni Valle Piana.
La tutela ambientale si avvale del parco regionale dei Monti Picentini, della ZPS "Picentini" e, sul versante meridionale, dell'oasi Monte Accellica, gestita dal WWF Italia.